# Peque Fernández
Gerard Fernández Castellano dit Peque Fernández, né le 4 octobre 2002 à L'Hospitalet de Llobregat en Espagne, est un footballeur espagnol qui évolue au poste d'attaquant au Séville FC.

## Biographie

### En club
Né à L'Hospitalet de Llobregat en Espagne, Peque Fernández commence le football au UE Cornellà avant de rejoindre le centre de formation du FC Barcelone en 2014. Après un nouveau passage à Cornellà durant trois ans, il fait son retour à la La Masia, signant le 5 septembre 2019 un nouveau contrat de trois ans avec le FC Barcelone, plus deux années supplémentaires en option.
Fernández est intégré à l'équipe réserve du club en 2020. Sa progression est toutefois freinée avec deux blessures aux ischio-jambiers, de septembre à octobre 2021 puis de novembre 2021 à janvier 2022.
Le 7 juillet 2022, Peque Fernández signe pour deux saisons au Racing de Santander.
Il inscrit son premier but pour le club le 15 avril 2023, lors d'une rencontre de championnat face au Real Saragosse. Buteur après son entrée en jeu, il ne peut empêcher la défaite des siens (4-1 score final).
Davantage dans un rôle de remplaçant durant sa première saison au Racing, c'est lors de la suivante qu'il s'impose comme un titulaire et se révèle comme un atout majeur de son équipe en se montrant régulièrement décisif.
Il rejoint officiellement le 11 juillet 2024 le FC Séville pour 4M€.

### En sélection nationale
Peque Fernández représente l'équipe d'Espagne des moins de 18 ans. Avec cette sélection il ne joue qu'un seul match, le 26 février 2020, face au Danemark.